# Pterocarpus macrocarpus
Pterocarpus macrocarpus, o padauk de Birmania,  es un árbol originario de los bosques tropicales estacionales del sudeste asiático: en Myanmar, Laos, Camboya, Tailandia y Vietnam. Ha sido naturalizado en la India y el Caribe.

## Descripción
Pterocarpus macrocarpus es un árbol de tamaño mediano que alcanza entre 10 y 30 m (raramente hasta 39 m) de altura, con un tronco de hasta 1,7 m de diámetro; es caducifolio en la estación seca. La corteza es escamosa, de color marrón grisáceo; si se corta, segrega una goma roja. Las hojas son 200-350mm de largo, pinnadas, con 9–11 folíolos. Las flores son amarillas y se producen en racimos 50–90mm de largo. El fruto es una vaina rodeada por un ala redonda 45–70mm de diámetro, que contiene dos o tres semillas.
La madera es duradera y resistente a las termitas por lo que se utiliza para muebles, madera de construcción, ruedas de carro, mangos de herramientas y postes; y aunque no sea palisandro a veces se comercializa como tal. La temporada de florecimiento del padauk se da  anualmente alrededor de abril y la flor es uno de los símbolos nacionales de Birmania.